# Richard Vinen
Richard Vinen (* ? Birmingham) je britský historik, působící jako profesor na King's College v Londýně. Působil rovněž na Trinity College v Cambridge a londýnské Queen Mary College. Je specialistou na evropské dějiny 20. století, přičemž se zaměřuje především na moderní historii Velké Británie a Francie. 

### České překlady
- Evropa dvacátého století, Praha, Vyšehrad 2007.